# Anaxyrus debilis
Anaxyrus debilis är en groddjursart som först beskrevs av Girard 1854. Den ingår i släktet Anaxyrus och familjen paddor.

## Underarter
Arten delas in i följande underarter:
- A. d. debilis
- A. d. insidior

## Beskrivning
En platt och förhållandevis liten padda, med en kroppslängd upp till 5 cm. Ryggsidan är grön till gulgrön med små svarta fläckar och ränder samt tätt vårtförsedd, medan buksidan är vit till blekgul. Hanen har dock mörk strupe. Parotidkörtlarna (giftkörtlarna bakom ögonen) är stora och avlånga, ögonen har horisontella pupiller. Paddynglen är först svarta, men blir mera spräckliga som äldre, med ljus buksida. Just före förvandlingen är de omkring 2,5 cm långa.

## Ekologi
De vuxna paddorna har inga egentliga krav på tillgång till vattensamlingar, utan lever i torra till halvtorra habitat som grässlätter, även i halvöknar, prärier, savanner samt i torra busk- och grässlätter i Mexiko; den kan även förekomma i fuktigare miljöer, som prärieliknande floddalar. Arten kan också påträffas i odlade områden där nivåerna av bekämpningsmedel inte är för höga. Den söker gärna skydd under klippor eller i gamla gnagarbon.

### Föda
De vuxna paddornas föda består av insekter som myror, små fjärilar, små skalbaggar och mindre gräshoppor. Paddynglen lever av detritus (nedbruten föda från både djur och växter), alger, cyanobakterier och mikrober, speciellt från bottnen av vattensamlingarna som de lever i.

### Fortplantning
Leken sker i allehanda temporära vattensamlingar som fyllts av vår- och sommarregnen, som vattenhoar, diken och översvämmad mark. Den varar i regel endast i en till tre dagar; hanarna kommer först, och honorna kommer efter, lockade av hanarnas höga, insektslika lockrop. Äggen kläcks efter 1 till 6 dagar, beroende på vattentemperaturen. Ynglen förvandlas till fullbildade paddor efter 1 till 4 veckor.

## Utbredning
Arten finns i USA och Mexiko från delstaterna Colorado och Kansas till Zacatecas och San Luis Potosi. Underarten A. d. insidior finns i Arizona.

## Status
Arten är klassificerad som livskraftig ("LC") av IUCN, och populationen är stabil. Inga hot har registrerats.